# Сиволоб Віра Іванівна
Віра Іванівна Сиволоб (29 квітня 1924, село Ледшино, тепер Костромської області, Російська Федерація — 7 жовтня 2019, місто Київ) — українська радянська партійна і профспілкова діячка, секретар Української республіканської ради професійних спілок. Депутат Верховної Ради УРСР 9—10-го скликань. Член ЦК КПУ в 1966—1971 р. Кандидат у члени ЦК КПУ в 1971—1986 р.

## Біографія
З 1942 року — комсомольський організатор Ярославського обласного комітету ВЛКСМ на будівництві залізниці Кострома-Галич, комсомольський організатор ЦК ВЛКСМ школи механізації сільського господарства в місті Галичі Костромської області РРФСР.
Член ВКП(б) з 1947 року.
У 1949 році закінчила Новосибірський інститут військових інженерів залізничного транспорту.
У 1949—1954 роках — чергова по парку, інженер, старший інженер технічного бюро, інструктор політичного відділу Іловайського відділку Донецької залізниці.
У 1954—1961 роках — 2-й секретар Харцизького районного комітету КПУ Сталінської області.
У 1961—1963 роках — 2-й секретар Краснолиманського районного комітету КПУ Донецької області. У 1963—1965 роках — секретар Краснолиманського промислово-виробничого партійного комітету Донецької області.
У 1965—1969 роках — 1-й секретар Краснолиманського районного комітету КПУ Донецької області.
У 1969—1985 роках — секретар Української республіканської ради професійних спілок.
Потім — на пенсії в місті Києві. Працювала в Організації ветеранів України.

## Нагороди
- два ордени Трудового Червоного Прапора (1966, 1971)
- орден «Знак Пошани» (1958)
- орден Дружби народів (1981)
- медалі
- дві Почесні грамоти Президії Верховної Ради Української РСР (26.04.1974, 1984)
- почесний громадянин міста Красний Лиман